# Le Mans Football Club (féminines)
Maillots
Actualités
La section féminine du Mans Football Club est un club de football féminin français basé au Mans et créée en 1983 sous le nom d'Union sportive du Mans. 
L'équipe fanion du club évolue au Stade de la Californie.

## Histoire
L'appellation du Mans Union Club 72 est attribuée à l'équipe féminine seulement en 2001, à la demande des joueuses désirant une plus grande reconnaissance, et par nécessité d'avoir une section féminine dans le club comme dans tous les clubs de football professionnels.
Les Mancelles atteignent pour la première fois de leur histoire la Division 1 en 1981, après avoir passé plusieurs saisons au sein de la Ligue du Maine. Les premières expériences dans l'élite sont épisodiques, puisque le club va apparaître à ce niveau seulement à cinq reprises en quinze ans. Ce n'est qu'à partir des années 2000 que le club commence à se faire un nom en Division 2 atteignant même la finale du Challenge de France en 2009. Promu en première division en 2010, le club redescend dès la saison suivante.
En 2010, Le Mans Union Club 72 devient Le Mans Football Club.
Pour la saison 2013/2014, l'équipe évoluant en Division 2 est entrainée par Christophe Charbonnier, l'équipe des U19 évoluant en Challenge National U19 est entraînée par Claire Germain. 
Sur l'année 2017/2018, l'équipe première féminine (11ème de D2 sur 12 équipes) se voit reléguée en Régional 1. 
Pour la saison 2018/2019, les féminines du Mans FC se retrouvent en barrages d'accession à la deuxième division. Elles voient leur objectif s'envoler le 4 Juin 2019 contre le FC Nantes après une défaite de 1 but à 0. 
La saison 2019/2020 n'a pas été à son terme en raison de la pandémie mondiale et la mise en place d'un confinement qui a débuté en mars 2020.
La saison 2020/2021 s'est aussi vu interrompue par les mêmes raisons. Moins d'une dizaine de matchs ont pu avoir lieu cette saison.
Lors de la saison 2021/2022, les féminines du Mans FC réalisent une saison parfaite en terminant invaincues de leur championnat de Régional 1 (20 victoires en autant de rencontres). Elles remportent également la coupe des Pays-de-la-Loire. En barrages d'accession à la Division 2, elles battent le CPB Bréquigny (5-0, 1-1), puis le SM Caen (1-1, 2-1) et sont promus en D2. L'équipe réserve, qui évoluait en Régional 2, est également promue en Régional 1 après avoir terminé en tête de son groupe.

## Palmarès
Le tableau suivant liste le palmarès du club actualisé à l'issue de la saison 2011-2012 dans les différentes compétitions officielles au niveau national et régional.
| Compétitions nationales                   | Équipes de jeunes                             |
| - Challenge de France - Finaliste : 2009. | - Challenge National U19 - Demi Finale : 2013 |

## Bilan saison par saison
Le tableau suivant retrace le parcours du club depuis la création du championnat de la première division sous la dénomination d'US Mans, de Le Mans UC entre 2001 et 2010, puis de Le Mans FC depuis 2010.
| Édition   | Division 1   | Division 2                 | Division 3                         | Coupe de France   |
| 1974-1981 | -            | Championnat inexistant     | Championnat inexistant             | Coupe inexistante |
| 1981-1982 | Premier Tour | Championnat inexistant     | Championnat inexistant             | Coupe inexistante |
| 1982-1983 | -            | 4e (Gr. D)                 | Championnat inexistant             | Coupe inexistante |
| 1983-1984 | -            | 5e (Gr. C)                 | Championnat inexistant             | Coupe inexistante |
| 1984-1990 | -            | Championnat inexistant     | Championnat inexistant             | Coupe inexistante |
| 1990-1991 | 5e (Gr. C)   | Championnat inexistant     | Championnat inexistant             | Coupe inexistante |
| 1991-1992 | 6e (Gr. B)   | Championnat inexistant     | Championnat inexistant             | Coupe inexistante |
| 1992-1993 | -            | …                          | Championnat inexistant             | Coupe inexistante |
| 1993-1994 | -            | …                          | Championnat inexistant             | Coupe inexistante |
| 1994-1995 | -            | non connu                  | Championnat inexistant             | Coupe inexistante |
| 1995-1996 | 9e           | -                          | Championnat inexistant             | Coupe inexistante |
| 1996-1997 | 12e          | -                          | Championnat inexistant             | Coupe inexistante |
| 1997-1998 | -            | …                          | Championnat inexistant             | Coupe inexistante |
| 1998-1999 | -            | …                          | Championnat inexistant             | Coupe inexistante |
| 1999-2000 | -            | …                          | Championnat inexistant             | Coupe inexistante |
| 2000-2001 | -            | -                          | Championnat inexistant             | Coupe inexistante |
| 2001-2002 | -            | 9e (Gr. C)                 | Championnat inexistant             | 16e de finale     |
| 2002-2003 | -            | -                          | 3e (Gr. A)                         | non connu         |
| 2003-2004 | -            | -                          | 1er (Gr. A) 1er (Tour Final Gr. B) | 16e de finale     |
| 2004-2005 | -            | 2e (Gr. A) 4e (Tour Final) | -                                  | 1/4 de finale     |
| 2005-2006 | -            | 5e (Gr. A)                 | -                                  | 1/4 de finale     |
| 2006-2007 | -            | 5e (Gr. A)                 | -                                  | non connu         |
| 2007-2008 | -            | 4e (Gr. A)                 | -                                  | 16e de finale     |
| 2008-2009 | -            | 2e (Gr. B)                 | -                                  | Finaliste         |
| 2009-2010 | -            | 1er (Gr. B)                | -                                  | 8e de finale      |
| 2010-2011 | 10e          | -                          | Championnat inexistant             | 1/4 de finale     |
| 2011-2012 | -            | 2e (Gr. A)                 | Championnat inexistant             | 8e de finale      |
| 2012-2013 | -            | 3e (Gr. B)                 | Championnat inexistant             | 8e de finale      |
| 2013-2014 | -            | 4e (Gr. B)                 | Championnat inexistant             | 16e de finale     |

## Effectif actuel
Le tableau suivant liste uniquement l'effectif des féminines du Mans FC pour la saison 2025-2026.